# Pteronotropis hypselopterus
Pteronotropis hypselopterus là một loài cá thuộc họ Cá chép phân bố ở Bắc Mỹ. Con đực trưởng thành dài 5,8 cm.